# عثة التفاح
عثة التفاح أو فراشة التفاح أو دودة التفاح عثة صغيرة، اسمها العلمي (الاسم العلمي: Cydia pomonella). نوع من العثث التي تضع بيضها على أوراق التفاح والكمثرى وغيرها من الثمار اللحمية، وتتغذى يرقاتها بلحم الثمرة.

## المصدر
1. ↑  نزار مصطفى الملاح (د.ت.)، معجم الملاح في مصطلحات علم الحشرات (بالعربية والإنجليزية)، الموصل: جامعة الموصل، ص. 193، QID:Q118929029 {{استشهاد}}: تحقق من التاريخ في: |publication-date= (مساعدة)
2. ↑  المعجم الموحد لمصطلحات علم الأحياء، سلسلة المعاجم الموحدة (8) (بالعربية والإنجليزية والفرنسية)، تونس: مكتب تنسيق التعريب، 1993، ص. 88، OCLC:929544775، QID:Q114972534
3. ↑  وليد عبد الغني كعكة (2006). معجم مصطلحات علوم الحشرات والإدارة المتكاملة للآفات: الآفات الحشرية الزراعية و الطبية و البيطرية - إنجليزي - عربي. مطبوعات جامعة الامارات العربية المتحدة (87) (بالعربية والإنجليزية) (ط. 1). العين: جامعة الإمارات العربية المتحدة. ص. 349. ISBN:978-9948-02-125-4. OCLC:1227861266. QID:Q125602383.
4. ↑  قاموس مصطلحات الفلاحة (بالعربية والفرنسية). الجزائر العاصمة: المجلس الأعلى للغة العربية بالجزائر. 2018. ص. 87. ISBN:978-9931-681-42-7. OCLC:1100055505. QID:Q121071043.
5. ↑  https://web.archive.org/web/20180720183632/http://archive.is/gsvXA